# Lucius Valerius Proclus
Lucius Valerius Proclus (oder Proculus) (vollständige Namensform Lucius Valerius Luci filius Proclus) war ein im 1. und 2. Jahrhundert n. Chr. lebender Angehöriger der römischen Armee. Durch eine Inschrift, die in Nedan gefunden wurde, ist seine militärische Laufbahn bekannt.

## Laufbahn
Proclus stammte vermutlich aus Moesia, wohin er nach seiner Entlassung aus der Armee zurückkehrte. Er diente zunächst als Soldat in der Legio V Macedonica, die ihr Hauptlager in Troesmis in der Provinz Moesia inferior hatte. Er wurde befördert und erreichte in der Legion folgende Positionen (in dieser Reihenfolge): Beneficiarius des Kommandeurs (Legatus) der Legion, Optio ad spem ordinis und zuletzt Centurio. Mit dieser Legion nahm er an einem Dakerkrieg teil und erhielt für seine Leistungen folgende militärische Auszeichnungen: Torques, Armillae sowie Phalerae.
Danach wurde er mehrmals versetzt und diente als Centurio in den folgenden Legionen (in dieser Reihenfolge): in der Legio I Italica, die ihr Hauptlager in Novae in der Provinz Moesia inferior hatte, in der Legio XI Claudia, in der Legio XX Valeria Victrix, die ihr Hauptlager in Deva Victrix in der Provinz Britannia hatte und zuletzt in der Legio VIIII Hispana, die ebenfalls in Britannien stationiert war.
Proclus wurde ehrenvoll aus der Armee entlassen (missus honesta missione) und starb im Alter von 75 Jahren (vixit annos LXXV). Die Inschrift wird bei der EDCS auf 121/150 datiert. James Robert Summerly nimmt an, dass Proclus in den späten 130er oder den 140er Jahren starb, falls er seine militärische Auszeichnungen von Trajan erhielt.

## Dakerkrieg
Von Historikern wurden für den in der Inschrift erwähnten Dakerkrieg (bello Dacico) sowohl die Dakerkriege von Domitian (81–96) als auch die von Trajan (98–117) in Betracht gezogen. James Robert Summerly hält die Teilnahme an einem der beiden Dakerkriege von Trajan für wahrscheinlicher.

## Versetzungen
Laut James Robert Summerly wurde Proclus wahrscheinlich von der Legio V Macedonica zur Legio I Italica und dann später zur Legio XI Claudia versetzt, als diese Legionen in Moesia inferior stationiert waren; da die Legio XI Claudia erst nach 106 in die Provinz Moesia inferior verlegt wurde, dürfte die zweite Versetzung erst nach diesem Zeitpunkt erfolgt sein.
Laut James Robert Summerly ist es denkbar, dass Proclus von der Legio XI Claudia zur Legio XX Valeria Victrix versetzt wurde, als Quintus Pompeius Falco um 117/118 nach seiner Statthalterschaft in Moesia inferior die Statthalterschaft in der Provinz Britannia übernahm; die letzte Versetzung von der Legio XX Valeria Victrix zur Legio VIIII Hispana geschah wahrscheinlich zu einem Zeitpunkt, als die Legio VIIII Hispana noch in Britannia stationiert war.